# Блумер (Вісконсин)
Блумер (англ. Bloomer) — місто (англ. city) в США, в окрузі Чиппева штату Вісконсин. Населення — 3683 особи (2020).

## Географія
Блумер розташований за координатами 45°6′10″ пн. ш. 91°29′30″ зх. д. / 45.10278° пн. ш. 91.49167° зх. д. (45.102828, -91.491540).  За даними Бюро перепису населення США в 2010 році місто мало площу 8,00 км², з яких 7,62 км² — суходіл та 0,38 км² — водойми.

## Демографія
Згідно з переписом 2010 року, у місті мешкало 3539 осіб у 1562 домогосподарствах у складі 932 родин. Густота населення становила 442 особи/км².  Було 1656 помешкань (207/км²).
Расовий склад населення:
| - 97,9 % — білих - 0,3 % — чорних або афроамериканців - 0,3 % — азіатів - 0,2 % — корінних американців |

До двох чи більше рас належало 1,0 %. Частка іспаномовних становила 0,8 % від усіх жителів.
За віковим діапазоном населення розподілялося таким чином: 23,1 % — особи молодші 18 років, 57,9 % — особи у віці 18—64 років, 19,0 % — особи у віці 65 років та старші. Медіана віку мешканця становила 40,2 року. На 100 осіб жіночої статі у місті припадало 88,8 чоловіків;  на 100 жінок у віці від 18 років та старших — 84,9 чоловіків також старших 18 років.
Середній дохід на одне домашнє господарство  становив 55 997 доларів США (медіана — 57 400), а середній дохід на одну сім'ю — 63 936 доларів (медіана — 67 335). Медіана доходів становила 38 829 доларів для чоловіків та 31 707 доларів для жінок. За межею бідності перебувало 3,2 % осіб, у тому числі 0,0 % дітей у віці до 18 років та 7,7 % осіб у віці 65 років та старших.
Цивільне працевлаштоване населення становило 1638 осіб. Основні галузі зайнятості: освіта, охорона здоров'я та соціальна допомога — 31,1 %, виробництво — 16,7 %, роздрібна торгівля — 13,2 %.